# Paul Deman
Paul Deman (Rekkem, Menen, 25 d'abril de 1889 - Outrijve, Avelgem, 29 de juliol de 1961, va ser un ciclista belga que fou professional entre 1911 i 1924.
En el seu palmarès destaquen la victòria al Tour de Flandes de 1913, la París-Roubaix de 1920 i la París-Tours de 1923.
Durant la Primera Guerra Mundial va fer d'espia per a la resistència belga, passant missatges codificats amb la seva bicicleta als aliats dels Països Baixos. Aquests missatges estaven amagats en una dent d'or que tenia. Després de 14 missions reeixides va ser arrestat pels alemanys, empresonat a Lovaina, i condemnat a mort el 10 de novembre pels alemanys. L'afusellament havia de tenir lloc l'endemà, però l'Armistici, signat aquella nit, li salvà la vida.

## Palmarès
- 1909
  - 1r a la Volta a Bèlgica amateur
- 1911
  - 1r a Sint-Eloois-Vijve
  - 1r a Sint-Truiden
- 1913
  - 1r al Tour de Flandes
  - 1r de l'Estrella Caroloregiene
- 1914
  - 1r a la Bordeus-París
- 1920
  - 1r a la París-Roubaix
- 1923
  - 1r a la París-Tours
  - Vencedor d'una etapa a la Bordeus-Marsella

### Resultats al Tour de França
- 1911. 13è de la classificació general
- 1913. 14è de la classificació general
- 1914. Abandona (9a etapa)
- 1923. Abandona (6a etapa)